# 蛤御門市場
蛤御門市場（はまぐりごもんいちば）はKBS京都テレビで2011年1月8日から2013年1月26日まで放送されていた情報番組。2011年10月29日までの番組名は「笑福亭たまの蛤御門市場」。

## 概要
「食」を中心に京都府各地の旬の食材が満載の情報を届ける。さらに、2011年11月5日からはメインパーソナリティーにあのねのねの原田伸郎を迎える。

## 出演者
放送終了時点での出演者
- 原田伸郎 - メインパーソナリティー
- 脇屋香名子 - アシスタント
- 中川泰宏 - コメンテーター

過去の出演者
- 笑福亭たま

## 放送時間
土曜日 12:00 - 12:55